# Internationaler Tag gegen den Einsatz von Kindersoldaten

Logo

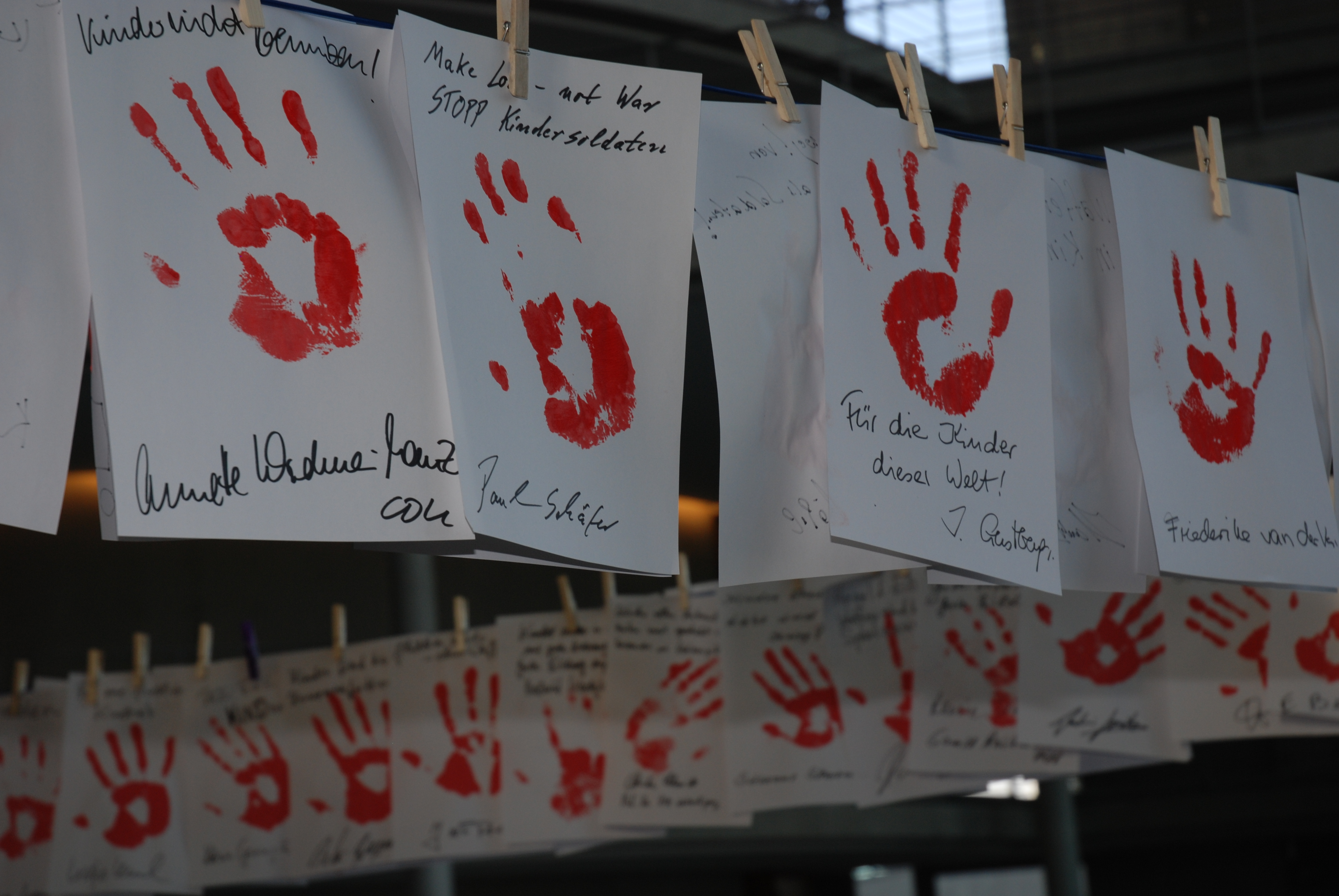
Handabdrücke von Bundestagsabgeordneten und Mitarbeitern des Bundestages am Red Hand Day 2012

Der Internationale Tag gegen den Einsatz von Kindersoldaten (englisch Red Hand Day) ist ein jährlich am 12. Februar begangener internationaler Gedenktag, mit dem an das Schicksal von Kindern erinnert werden soll, die zum Kampfeinsatz in Kriegen und bewaffneten Konflikten gezwungen werden. Ziel des Tages ist der Aufruf zu einem verstärkten Einsatz im Kampf gegen diese besonders schwerwiegende Form des Kindesmissbrauchs. Beispiele für den massiven Einsatz von Kindersoldaten finden sich in aktuellen Konflikten im Kongo oder in Ruanda.
Anlass für diesen Tag war das Inkrafttreten des Fakultativprotokolls über die Beteiligung von Kindern an bewaffneten Konflikten zur UN-Kinderrechtskonvention am 12. Februar 2002. Dieses Zusatzprotokoll wurde von der UNO-Generalversammlung im Mai 2000 beschlossen und von 92 Staaten unterzeichnet. Eine Reihe von nationalen und internationalen Organisationen setzt sich aktiv gegen die Rekrutierung von Kindern als Soldaten ein. Hierzu zählen beispielsweise das Kinderhilfswerk der Vereinten Nationen (UNICEF), Amnesty International, terre des hommes oder die Internationale Rotkreuz- und Rothalbmond-Bewegung. Die Bemühungen dieser Organisationen stehen unter dem Kürzel DDR: Disarmament – Entwaffnung der Kinder, Demobilization – Entlassung aus dem Militärdienst sowie Reintegration – Wiedereingliederung in die Gesellschaft.
Die Gründe für den Einsatz von Kindern als Soldaten sind vielfältig. So können Kinder beispielsweise je nach Alter nicht vollständig zwischen moralisch richtigen und falschen Handlungen sowie zwischen einem Abenteuerspiel und der tatsächlichen Realität unterscheiden. Sie haben bis zu einem bestimmten Alter keine Vorstellung von der Endgültigkeit des Todes und damit der Schwere der Tötung eines anderen Menschen. Kinder können oft Gefahren nicht richtig erkennen oder die Risiken einer bestimmten Situation angemessen einschätzen. Sie sind außerdem leicht beeinflussbar und für eine bestimmte Sache oder ein bestimmtes Ziel zu begeistern. Der Einsatz von Kindern als Soldaten verursacht darüber hinaus nur einen Bruchteil der Kosten, die normalerweise für die Verpflichtung von erwachsenen Personen durch Soldzahlungen, Verpflegung, Versorgung und anderen Ausgaben entstehen.
Für den Einsatz von Kindern als Soldaten gelten eine Reihe von Regeln des humanitären Völkerrechts und internationaler Menschenrechtskonventionen. Nach den Zusatzprotokollen I und II zu den Genfer Konventionen, die 1977 beschlossen wurden, sollen Kinder, die jünger als 15 Jahre sind, nicht zum Armeedienst rekrutiert oder zu Kampfhandlungen eingesetzt werden. Für Personen, die älter als 15 aber jünger als 18 Jahre sind, sollen die Vertragsparteien sicherstellen, dass bei ihrer Einbeziehung zum Militärdienst zunächst die ältesten betroffen sind. Das Fakultativprotokoll zur UN-Kinderrechtskonvention über die Beteiligung von Kindern an bewaffneten Konflikten verpflichtet die Unterzeichnerstaaten, alle notwendigen Maßnahmen zu ergreifen um sicherzustellen, dass Personen unter 18 Jahren nicht direkt an Kampfhandlungen beteiligt sind und nicht gegen ihren Willen zum Militärdienst rekrutiert werden. Die 1999 beschlossene Konvention gegen die schlimmsten Formen der Kinderarbeit der Internationalen Arbeitsorganisation (ILO) der Vereinten Nationen nennt erzwungene Rekrutierung von Kindern für den Einsatz in bewaffneten Konflikten als eine der schlimmsten Formen der Kinderarbeit. Kinder im Kontext dieser Konvention sind alle Personen, die jünger als 18 Jahre alt sind.

Weltweit wird die Anzahl der Kindersoldaten auf 250.000 geschätzt (Stand 2018).
 Die Verwendung von Kindersoldaten hat in vielen Regionen auch zu einem Anstieg beim Einsatz von Antipersonenminen geführt, da diese als effektive Möglichkeit angesehen werden, durch eine dauerhafte Behinderung als Folge einer minenbedingten Verletzung den Einsatz der betroffenen Kinder als Soldaten unmöglich zu machen.
Jährlich werden in vielen Schulen Deutschlands Aktionen rund um den Red Hand Day durchgeführt, bei denen meist rote Handabdrücke von Schülern gesammelt werden, die dann an örtliche Politiker übergeben werden.